# Чавчавадзе, Шадиман Леонидович
Шадиман Леонидович Чавчавадзе (25 февраля 1943, Батуми — 20 марта 2014) — советский грузинский художник-мультипликатор.
Учился в Тбилисской академии художеств. Работает в киноконцерне Грузия-фильм.
«Творчество Ш. Чавчавадзе при всем жанровом многообразии его фильмов прежде всего отличают интересные поиски в области изобразительной сферы, яркая красочность практически всех его картин».

## Фильмография

### Режиссёр
- Святой лис (2002);
- Каприччио для дубинки и свирели (1988);
- Яблоня (1987);
- Домик для всех (1985);
- Пёстрая бабочка (1981);
- Яблоко Ньютона (1980);
- Дикари (1979);
- Волшебные слёзы (1978);
- Садовник (1975);
- Мальчик и иллюзионист (1975).

### Сценарист
- Святой лис (2002)
- Итальянская опера в Тбилиси (2001)
- Цикл (1989)
- Зимний этюд (1988)
- Большая волна и маленькая волна (1984)
- Чудовища (1983)
- Дикари (1979).

### Художник-постановщик
- Святой лис (2002)
- Цикл (1989)
- Зимний этюд (1988)
- Арбуз (Солнце и арбуз) (1974)
- Колодец (1974)

### Художник
- «Лев и кот» (1973)

### Аниматор
- «Итальянская опера в Тбилиси» (2001)